# 2012 en Australie
Cet article présente les faits marquants de l'année 2012 en Australie.

## Évènements
- 26 janvier : Le jour de Australia Day, la fête nationale, des manifestants aborigènes s'assemblent devant un restaurant à Canberra où se trouvent le premier ministre Julia Gillard et le chef de l'opposition, Tony Abbott. Ils protestent contre une remarque de Tony Abbott qui vient d'estimer que les célèbres tentes de l'« ambassade aborigène », érigée depuis 1972, n'avaient plus d'utilité. Craignant des débordements, les forces de sécurité du premier ministre l'évacuent à la hâte ; s'ensuivent des affrontements entre police et manifestants[1],[2].

- 21 février : Kevin Rudd, ministre des Affaires étrangères, démissionne du gouvernement. Il estime ne plus avoir la confiance du premier ministre Julia Gillard, qui ne l'a pas défendu à la suite des rumeurs selon lesquelles il souhaiterait reprendre la tête du Parti travailliste et du gouvernement. Julia Gillard avait elle-même évincé Kevin Rudd de la tête du parti, et donc du poste de premier ministre, le 24 juin 2010[3]. Le 27 février, Gillard organise un vote des députés travaillistes afin qu'ils lui renouvellent sa confiance. Rudd se porte candidat à la tête du parti, mais Gillard conserve le soutien des députés (71 sur 102)[4]. Bob Carr est alors nommé nouveau ministre des Affaires étrangères[5].

- 2 avril : Décès de Jimmy Little (en), né le 1er mars 1937, célèbre musicien aborigène australien[6].

- avril : Décès de Greg Ham, né le 27 septembre 1953, auteur-compositeur australien du groupe Men at Work, célèbre notamment pour la chanson "Down Under". Son corps est découvert à son domicile le 19 avril ; la date de décès est incertaine[7].

- 9 mai : Décès de l'artiste Gulumbu Yunupingu[8].

- juin : L'Australie annonce le projet de créer un ensemble de réserves marines dans ses eaux territoriales, couvrant au total 3.1 millions de km2, ce qui en ferait « la plus grande réserve marine au monde »[9]. Le projet entre en application en novembre[10].

- 1er juillet : La taxe carbone entre en application en Australie. Elle impose aux grandes entreprises les plus polluantes une taxe de AU$23 (≅18,5 €) par tonne, l'idée étant de les encourager à revoir leurs moyens de production[11].

- 13 août : Sous la pression de l'opposition, et menacé de perdre les élections législatives de 2013, le gouvernement réintroduit la très controversée « solution du Pacifique » à l'encontre des demandeurs d'asile arrivés sans visa par bateau[12]. Le 14 septembre, les premiers demandeurs d'asile arrivés par bateau, trente Sri Lankais, sont transférés dans un camp de rétention à Nauru, et logés provisoirement dans des tentes militaires, l'objectif affiché étant de dissuader la venue de migrants dans des bateaux de fortune[13].

- septembre : La nageuse australienne Jacqueline Freney, atteinte d'infirmité motrice cérébrale, est l'athlète la plus titrée des Jeux paralympiques d'été de 2012 à Londres, avec huit médailles (six individuelles et deux en équipe), toutes en or, catégorie S7[14],[15].

- 9 octobre : Sous pression en raison de commentaires misogynes, le Président de la Chambre des représentants d'Australie, Peter Slipper (sans étiquette) démissionne de cette fonction. L'assemblée élit la travailliste Anna Burke à sa succession, ce qui place le gouvernement de Julia Gillard en minorité avec 70 sièges, contre 72 pour l'opposition[16].

- 18 octobre : Pour la première fois depuis 1986, l'Australie est élue membre du Conseil de sécurité des Nations unies[17].

- novembre : Le prince Charles, prince de Galles et la duchesse de Cornouailles visitent la Papouasie-Nouvelle-Guinée, l'Australie et la Nouvelle-Zélande, trois pays où Charles est prince héritier de la Couronne[18].

- 29 novembre : Alors que le camp d'internement australien de demandeurs d'asile, à Nauru, fait controverse, l'un des détenus, en grève de la faim depuis sept semaines, est évacué vers l'Australie. À cette date, au moins dix-huit autres détenus poursuivent une grève de la faim[19].

- 30 novembre : La mission RAMSI (débutée en 2003) touchant à sa fin, les soldats néo-zélandais et tongiens quittent les îles Salomon. Ils confient la relève à des soldats australiens et papou-néo-guinéens, qui devraient quitter le pays à leur tour mi-2013[20].